# Tambaredjo-olieveld
Het Tambaredjo-olieveld, ook wel TA58, is een aardolieveld in het district Saramacca in Suriname. Het is vernoemd naar het dorp Tambaredjo. De installaties staan bij Catharina Sophia en de Jossiekreek.

## Geschiedenis
In mei 1980 werd de Oliecommissie benoemd die werd geleid door de geoloog Eddy Jharap, de latere directeur van Staatsolie Maatschappij Suriname. Staatsolie leende geld van een consortium van Surinaamse banken en bouwde daarmee een installatie bij Catharina Sophia, waarvan de commerciële olieproductie op 25 november 1982 startte. In 1983 werd de jaknikker vervangen door een moynopomp. De olieproductie groeide gestaag en gaf Suriname de mogelijkheid om te leren van eigen oliewinning. Vanaf Catharina Sophia werd sinds de oplevering op 9 augustus 1992 de olie via een pijplijn naar de Tout Lui Faut-raffinaderij vervoerd.

## Productie
Bij de start in 1982 was er een productie van 120 of 200 vaten per dag.  Deze aantallen waren voor grote oliemaatschappijen niet aantrekkelijk. Voor Suriname, dat op dat moment door het militaire bewind verstoten was geraakt van de buitenwereld, waren de buitenlandse deviezen erg welkom en gaven ze uitzicht op een terugkeer naar evenwicht in de betalingsbalans.
In 1987 was de productie inmiddels gestegen tot 2000 vaten per dag. In 2004 deed zich op het werkstation van Tambaredjo een ongeval voor met een boormachine, waarbij enkele werknemers gewond raakten. In 2015 lag de productie op 17.000 vaten per dag. In 2024 is circa 57% van de totale olievoorraad van het veld naar boven gehaald, waarbij de piekproductie in 2008 werd bereikt.
Voor het olieveld wordt in de jaren 2020 EOR Development in kaart gebracht, oftewel Enhanced Oil Recovery. In mei 2024 bevindt zich dit project in de geschiktheidsfase (feasibility stage) en zal de EOR naar verwachting in 2026 van start gaan.
Staatsolie-directeur Rudolf Elias sprak in 2018 het vermoeden uit dat de olie in de bodem van Tambaredjo daar naartoe is gelekt vanuit een groter veld, dat de echte bron is. Waar die echte bron zou liggen, was echter niet bekend. Hij verwees naar de samenstelling met dezelfde karakteristieken die in het buurland Guyana werd gevonden.
Spelers:
Staatsolie Maatschappij Suriname · Tout Lui Faut-raffinaderij · Energie Autoriteit Suriname · Suriname Energy, Oil & Gas Summit · Suriname Energy Chamber · Caribbean Energy Chamber
Onshore:
Calcutta-olieveld ·
Tambaredjo-olieveld ·
Tambaredjo Noordwest
Offshore:
Blok 52 ·
Blok 53 ·
Blok 58